# Objaw Mackiewicza
Objaw Mackiewicza (objaw rozciągowy nerwu udowego) – objaw charakterystyczny dla rwy udowej, jest dodatni, gdy u badanego leżącego na brzuchu bierne zginanie (przez badającego) kończyny dolnej w stawie kolanowym powoduje ból na przedniej powierzchni uda. Objaw opisał polski neurolog Jakub Mackiewicz.